# Veliki Brijun
Veliki Brijun – wyspa w Chorwacji, na Morzu Adriatyckim, zaliczana do grupy Wysp Briońskich.
Zajmuje powierzchnię 5,6 km².